# Liste der Kulturdenkmäler in Nisterau
In der Liste der Kulturdenkmäler in Nisterau sind alle Kulturdenkmäler der rheinland-pfälzischen Ortsgemeinde Nisterau mit den Ortsteilen Bach und Pfuhl aufgeführt. Grundlage ist die Denkmalliste des Landes Rheinland-Pfalz (Stand: 21. Dezember 2021).

## Einzeldenkmäler
| Bezeichnung | Lage                                    | Baujahr                            | Beschreibung | Bild            |
| ----------- | --------------------------------------- | ---------------------------------- | --- | --------------- |
| Quereinhaus | Bach, Hauptstraße 8 Lage                | erste Hälfte des 18. Jahrhunderts  | Fachwerk-Quereinhaus mit Niederlass, teilweise massiv oder mit Stroh-Lehm-Behang, wohl aus der ersten Hälfte des 18. Jahrhunderts                     | Fotos hochladen |
| Quereinhaus | Pfuhl, Gartenstraße 3 Lage              |                                    | Fachwerk-Quereinhaus mit Niederlass, verkleidet | Fotos hochladen |
| Wohnhaus    | Pfuhl, Hohle Gasse 4 Lage               | 1699                               | ehemalige Scheune, jetzt Wohnhaus, bezeichnet 1699; transloziert aus Holler                                                                           | Fotos hochladen |
| Quereinhaus | Pfuhl, Ortsstraße 26, In der Eck 4 Lage | zweite Hälfte des 17. Jahrhunderts | ehemaliges Quereinhaus, mit Scheune erweitert; Fachwerkbau, teilweise massiv, zweite Hälfte des 17. Jahrhunderts, um 1800 und aus dem 19. Jahrhundert | Fotos hochladen |
| Hofanlage   | Pfuhl, Ortsstraße 30 Lage               | Ende des 19. Jahrhunderts          | kleiner Streckhof, Ende des 19. Jahrhunderts | Fotos hochladen |